# Ballett Frankfurt
Das Ballett Frankfurt war bis zum Ende der Spielzeit 2003/2004 die Ballettsparte der Städtischen Bühnen Frankfurt.

## Geschichte
Das Ballett Frankfurt wurde 1963 ins Leben gerufen. Als seine Leiter waren u. a. John Neumeier (1969–1973), Alfonso Catà (1973–1976), Egon Madsen (1981–1984) tätig. Ab der Spielzeit 1984/1985 war William Forsythe der künstlerische Leiter und spätere Intendant. Nach der Einstellung der Ballettsparte 2004 wurde das Repertoire und viele der Beschäftigten in die neu gegründete private Forsythe Company überführt.

## Spielstätten
Als Spielstätten dienten die Bühnen der Oper Frankfurt, des Schauspiel Frankfurt sowie das Bockenheimer Depot.

## Künstlerische Leitung
- 1963–1966: Tatjana Gsovsky
- 1966–1969: Todd Bolender
- 1969–1973: John Neumeier
- 1973–1976: Alfonso Catá
- 1976–1977: Francia Russell und Kent Stowell
- 1977–1980: Fred Howald
- 1980–1981: Alexander Schneider
- 1981–1982: Egon Madsen
- 1984–2004: William Forsythe